# Kabudarahang
Kabudarahang (perski: کبودرآهنگ) – miasto w Iranie, w ostanie Hamadan. W 2011 roku liczyło 20 474 mieszkańców.